# Lunacy
Lunacy es el séptimo álbum del grupo rock japonés Luna Sea. Llegó a ser el número tres en Oricon y fue el último álbum de estudio original del grupo antes de disolverse a finales del 2000.

## Lista de canciones
Toda la música compuesta por Luna Sea. 
| N.º | Título                                                                                  | Duración |  |
| 1.  | «Be Awake» (Composición original de Sugizo.)                                            | 4:04     |  |
| 2.  | «Sweetest Coma Again feat. DJ Krush» (Composición original de J. Letra de J y Ryuichi.) | 5:07     |  |
| 3.  | «Gravity» (Composición original de Inoran.)                                             | 5:37     |  |
| 4.  | «Kiss feat. DJ Krush» (Letra y composición originales de Sugizo.)                       | 6:45     |  |
| 5.  | «4:00 AM» (Letra y composición originales de Inoran.)                                   | 5:33     |  |
| 6.  | «Virgin Mary» (Composición original de Sugizo.)                                         | 9:15     |  |
| 7.  | «White Out» (Composición original de Inoran.)                                           | 4:04     |  |
| 8.  | «A Vision» (Composición original de J.)                                                 | 4:41     |  |
| 9.  | «Feel» (Composición original de Sugizo.)                                                | 4:38     |  |
| 10. | «Tonight» (Composición original de J.)                                                  | 3:03     |  |
| 11. | «Crazy About You» (Letra y composición originales de J.)                                | 5:34     |  |